# Hentai Kamen (phim)
Hentai Kamen (tiếng Nhật Kanji: 変態仮面  Romaji: Hentai Kamen, tạm dịch: Mặt nạ biến thái) là bộ phim hài hước, hành động, siêu anh hùng Nhật Bản năm 2013, được biên soạn và đạo diễn bởi Yūichi Fukuda được công chiếu vào tháng 4 năm 2013. Phần tiếp theo Hentai Kamen: Abnormal Crisis được ra mắt tại Nhật Bản vào ngày 14 tháng 5 năm 2016.

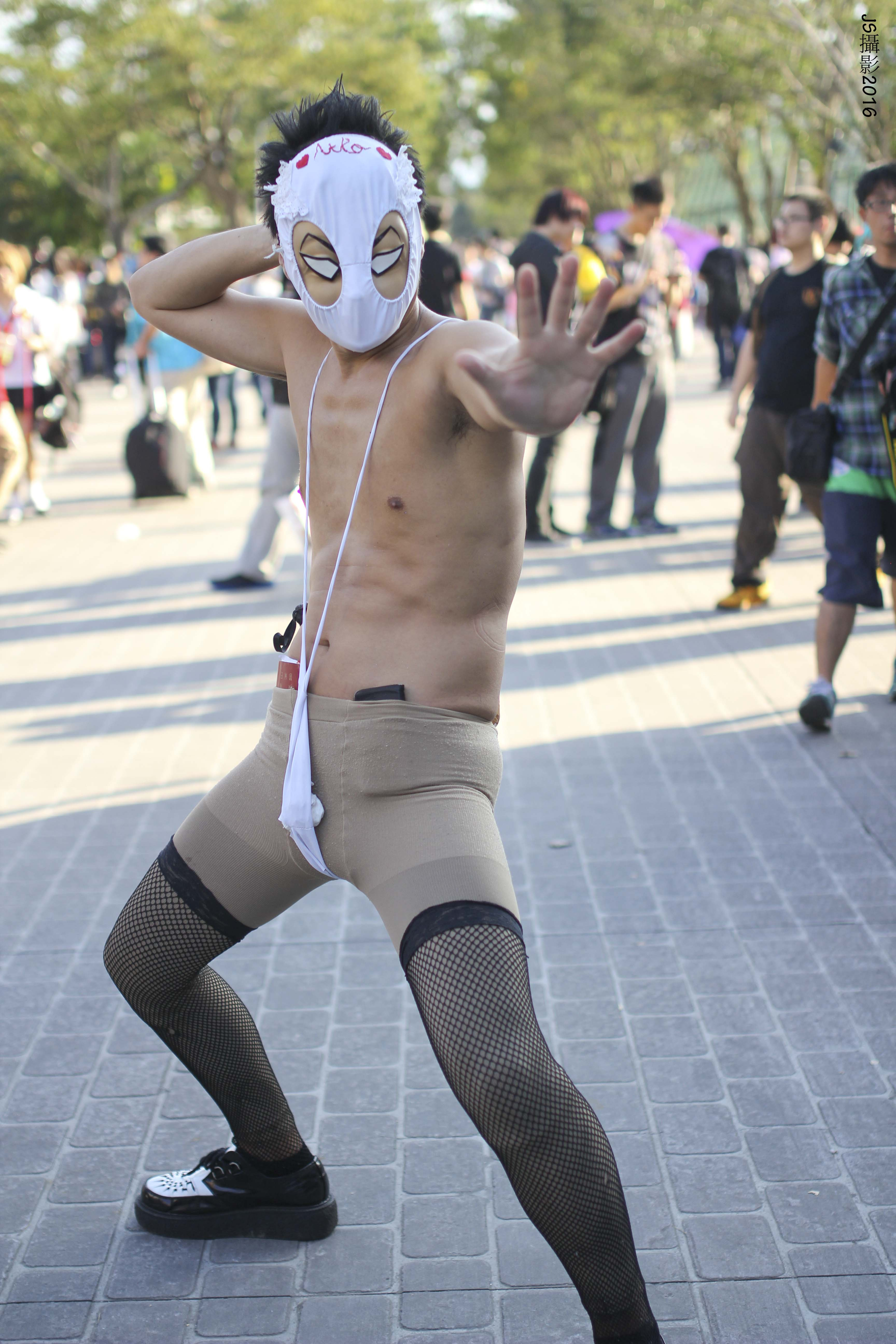
Một người hâm mộ hóa trang Siêu nhân quần sịp tại Lễ hội Cosplay

## Tóm tắt
Siêu nhân biến thái vốn là một cậu học sinh cấp 3, tên là Kyosuke. Khi chuyển tới trường mới, cậu đã thầm yêu trộm nhớ cô bạn cùng lớp là Aiko ngay từ lần gặp đầu tiên. Vào một ngày, Aiko bị bọn cướp ngân hàng bắt cóc làm con tin. Kyosuke muốn cứu cô bạn đã bí mật trốn vào bên trong ngân hàng. Tại phòng thay đồ, cậu lấy nhầm mặt nạ là một cái quần chip con gái và đội lên đầu.. Thật bất ngờ, ngay sau khoảnh khắc đội chiếc quần đó, cậu có một sức mạnh phi thường. Nhưng đồng thời máu biến thái theo di truyền cũng trỗi dậy. Cậu trở thành một người có cơ bắp và sức mạnh đỉnh cao. Kể từ đó Kyosuke như được tái sinh thành một siêu nhân biến thái đội quần chip luôn trừ gian diệt ác.. Câu chuyện về cuộc tranh đấu giữa cái ác - biến thái, giữa cái tốt - biến thái bắt đầu từ đây

## Diễn viên
- Ryohei Suzuki[7]
- Fumika Shimizu[7]
- Tsuyoshi Muro[7]
- Ken Yasuda [ja][7]
- Nana Katase[7][8]

## Ra mắt
Bộ phim được ra mắt tại Nhật Bản vào năm 2013 và được công chiếu tại Austin Fantastic Fest.
Bộ phim được ra mắt ở phiên bản Blu-Ray ở Anh vào ngày 15 tháng 9 năm 2014.

## Doanh thu
Chỉ hai tuần ra mắt, bộ phim đạt được doanh thu 17,173,040 yên (tương đương 172,506 Đô la Mỹ). Sau đó nhanh chóng đạt được 100 triệu Yên ở Nhật Bản và 133,063 Đô la ở Hong Kong.
Phim cũng lập kỷ lục về lượng vé đặt trước. Các khán giả, đặc biệt là phái nữ, tỏ ra thích thú cao độ với tính hài hước xuyên suốt khiến người xem cười từ đầu đến cuối phim.

## Đánh giá
Phim nhận được sự đánh giá tích cực từ các nhà phê bình:
- Phóng viên Hollywood cho biết "đây là tác phẩm tuyệt vời của Fukuda và dàn diễn viên hấp dẫn của anh ta."[14]
- Twitch Film đã trao cho nó một đánh giá tích cực tương tự, nói rằng "Dù bộ phim có một số sai sót nhưng đó là một bộ phim hài lớn, đầy màu sắc kỳ quái, vui nhộn và có đủ những câu chuyện hài hước, giá trị mới lạ của nó."[15]
- Nhà làm phim Châu Á cho biết "tiền đề là bộ phim là thô tục và khiêu dâm, nhưng đã trở nên lôi cuốn lạ thường. Đây là một sự khởi đầu từ bộ phim siêu anh hùng điển hình, nhưng đó cũng là điều làm cho nó nổi bật (hehe)." [16]
- Birth Movies Death đã cho bộ phim một đánh giá tích cực tổng thể, nhưng đã được chỉ trích về sự thiếu chiều sâu của nó, nói rằng "hiển thị nhiều biến thể sáng tạo trên tiền đề của nó, nhưng không bao giờ delves vào nó với bất kỳ độ sâu thực sự những gì bạn thấy là những gì bạn nhận được."[17]
- Tại LHP PIFAN, Siêu nhân quần sịp được các khán giả bình chọn là một trong những tác phẩm hay nhất được trình chiếu. Mặc dù phim khai thác một chủ đề sốc về người anh hùng biến thái thích đội quần chip con gái lên đầu để làm mặt nạ, nhưng diễn biến trong phim không hề có một cảnh nóng hay dung tục nào.[8]

## Phần tiếp theo
Phần tiếp theo Siêu nhân quần sịp: Khủng hoảng bất thường được ra mắt tại Nhật Bản vào ngày 14 tháng 5 năm 2016.